# Tige de remontoir

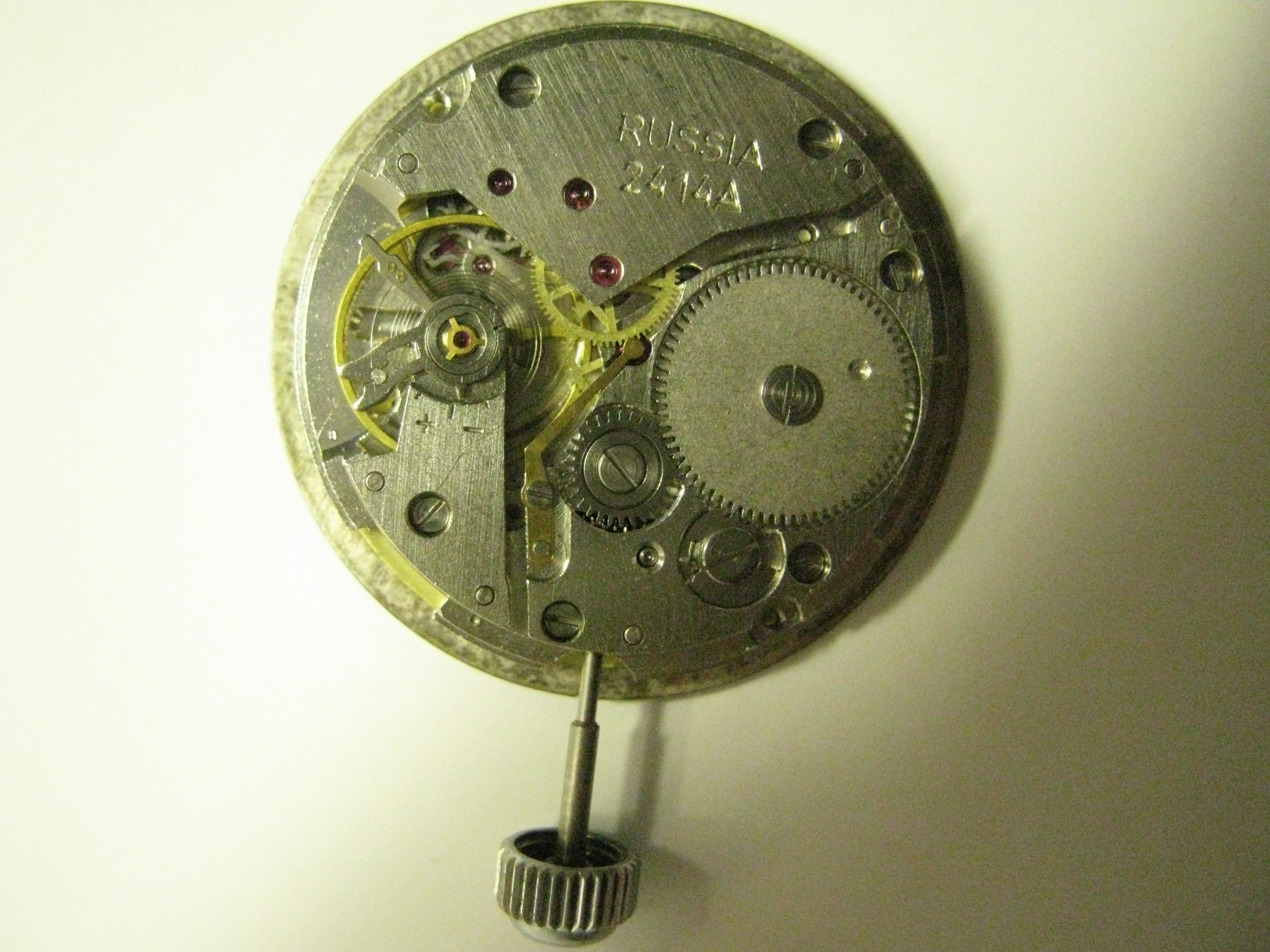
Mouvement avec la tige de remontoir en bas.

La tige de remontoir est une tige qui relie la couronne d'une montre mécanique au mécanisme, appelé « mouvement », afin d'agir sur ce dernier.

## Fonction
Sa fonction première est de permettre le remontage de la montre. Sans elle, le remontage et la mise à l'heure se faisaient par clé. Souvent  filetée dans les montres modernes, elle était fréquemment à section chassée dans la couronne pour les montres plus anciennes. Elle fait partie de l'ébauche. Elle sert en outre, pour certains modèles, à assurer la mise à l'heure ou à la date. Sur les montres anciennes, la tige ne permettant qu'un mouvement rotatif, la mise à l'heure se faisait par appui simultané d'un bouton protégé par un onglet et souvent situé sur le boîtier en regard du cadran à 2 h ou à 10 h.
Le joint situé à ce niveau est un des éléments essentiels dans le cas des montres étanches. 
À noter également l'existence de tiges dites « brisées » qui se composent de deux sections se clipsant l'une dans l'autre, notamment utilisées dans les boîtiers monobloc, ainsi que de rallonge de tige pour pallier une tige trop courte.
On doit son invention à l'horloger Joseph Marie Danesi au début du XIXe siècle qui en cédera les droits à un ingénieur parisien.